# Lino (rapper)
Lino, pseudonimo di Gaëlino Mbami (Brazzaville, 23 maggio 1974), è un rapper francese di origine congolese.

## Discografia

### Da solista

#### Album in studio
- 2005 – Paradis assassiné
- 2012 – Radio Bitume
- 2015 – Requiem

### Con gli Arsenik
- 1998 – Quelques gouttes suffisent
- 2002 – Quelque chose a survécus
- 2007 – S'il en reste quelque chose

### Con i Niro da Bisso
- 1999 – Racines...
- 1999 – Live 15 Mai 99
- 2009 – Africa

### Con i Noyau Dur
- 2005 – ND